# Guild Wars 2: Heart of Thorns
 (mars 2021).
Si vous disposez d'ouvrages ou d'articles de référence ou si vous connaissez des sites web de qualité traitant du thème abordé ici, merci de compléter l'article en donnant les références utiles à sa vérifiabilité et en les liant à la section « Notes et références ».
Guild Wars 2: Heart of Thorns est la première extension du jeu de rôle en ligne massivement multijoueur Guild Wars 2 développé par ArenaNet et publié par NCSOFT. Elle est sortie sur Microsoft Windows le 23 octobre 2015. Il a été mis à disposition en pré-achat le 16 juin 2015. Après la diffusion de la date de sortie le 29 août 2015, le jeu de base est devenu free-to-play, bien que les joueurs gratuits disposent de moins d'emplacements de personnages et aient des restrictions sur l'envoi de courrier et le chat avec d'autres joueurs.

## Système de jeu
Heart of Thorns a introduit la profession de Revenant dans le jeu. Le Revenant est une classe d'armure lourde, équilibrant les classes d'armure de sorte qu'il y a maintenant 3 de chaque type (légère, moyenne, lourde). Le Revenant se concentre sur l'utilisation du pouvoir des légendes du passé de Guild Wars, lui conférant une variété de compétences différentes. Les légendes utilisables comprennent le nain, le démon, le centaure, l'assassin et le dragon - chaque légende se concentrant sur un thème spécifique de capacités, y compris le tank, le contrôle, les soins, les dégâts et l'utilité. Toutes les classes peuvent obtenir la possibilité de choisir une spécialisation d'élite, qui débloque des armes auparavant inutilisables pour chaque classe, ainsi que de nouvelles capacités et compétences. Les spécialisations d'élite ne sont déblocables qu'au niveau 80. Les halls de guilde ont également été ajoutés avec Heart of Thorns, inspirés de ceux du premier Guild Wars. Les guildes peuvent revendiquer une zone dans le cœur de Maguuma et y construire un hall de guilde, qui est une grande maison instanciée où les guildes peuvent se réunir et s'organiser. Les halls de guilde accueillent les guildes, grandes ou petites.
Quatre nouvelles cartes en monde ouvert ont été ajoutées au jeu dans Heart of Thorns. Chaque carte comporte trois biomes distincts à différents niveaux verticaux de la carte, notamment les racines, le sol de la jungle et la canopée. Les cartes comportent également des avant-postes et des aventures, de nouveaux éléments de jeu qui améliorent le système d'événements dynamiques pour lequel Guild Wars 2 est connu, ainsi que de nombreuses nouvelles races et civilisations, dont les exaltés, les Itzel, les Nuhoch, les sauriens et les chak.
L'extension a introduit les raids dans le jeu, un contenu instancié conçu pour des groupes de dix joueurs et censé représenter le contenu le plus difficile du jeu. Les raids sont séparés en plusieurs parties, chaque partie comprenant un certain nombre de rencontres. La première partie est sortie peu après la sortie de l'extension, et les autres parties ont été ouvertes plus tard. Les récompenses des raids comprennent des armures légendaires.
Heart of Thorns a introduit un nouveau mode de jeu joueur contre joueur, Bastion, qui se déroule sur une nouvelle carte appelée la Bataille du crépuscule du Champion. Le Bastion est inspiré des jeux MOBA et a été conçu pour donner aux joueurs une toute nouvelle approche du JcJ dans Guild Wars 2. Dans ce mode de jeu, les joueurs doivent percer les lignes et les défenses ennemies dans le but d'éliminer le seigneur de l'équipe adverse. Les équipes se battent pour gagner et contrôler le ravitaillement, utilisé pour engager des troupes, qui peuvent être utilisées pour aider à pousser dans la forteresse ennemie. Une nouvelle région frontalière Monde contre Monde a également été ajoutée au jeu, appelée les Terres frontalières du désert. Chaque donjon de cette région a un thème distinct, qui peut inclure la terre, le feu et l'air, et est doté de diverses capacités. De nouvelles armes de siège, des améliorations de structure et des capacités mondiales ont également été ajoutées au jeu.

## Développement
Guild Wars 2: Heart of Thorns a été annoncé le 24 janvier 2015 à la PAX South. L'extension introduira de nouveaux défis de groupe, de nouvelles spécialisations de profession, une nouvelle profession, et un système de "maîtrise" basé sur la progression du personnage à travers les nouveaux territoires qui y sont présentés, ainsi que des changements au contenu actuel de joueur contre joueur. En août 2015, ArenaNet a annoncé la date de sortie du 23 octobre 2015.
Quatre nouvelles cartes en monde ouvert ont été ajoutées au jeu dans Heart of Thorns. Contrairement aux cartes précédentes, ces cartes ont été développées moins largement et plus profondément que les autres cartes, en se concentrant spécifiquement sur la verticalité ; au lieu d'avoir plus de cartes avec peu de contenu, ArenaNet a voulu ajouter quelques cartes avec un contenu très profond et une valeur de rejouabilité élevée.